# کیمزی
کیمزی (انگلیسی: Chiemsee) یک دریاچه در ایالت بایرن، آلمان است.
این دریاچه دارای ۷۹٫۹ کیلومتر مربع مساحت و حداکثر ۷۲٫۷ متر عمق می‌باشد.

## نگارخانه

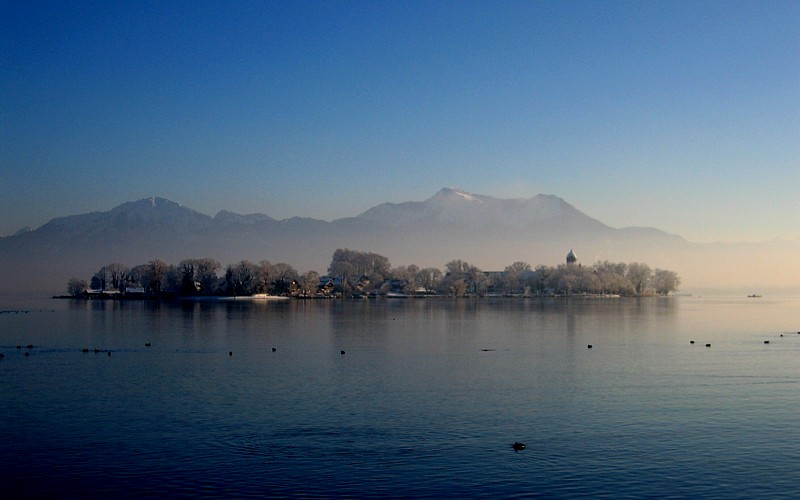
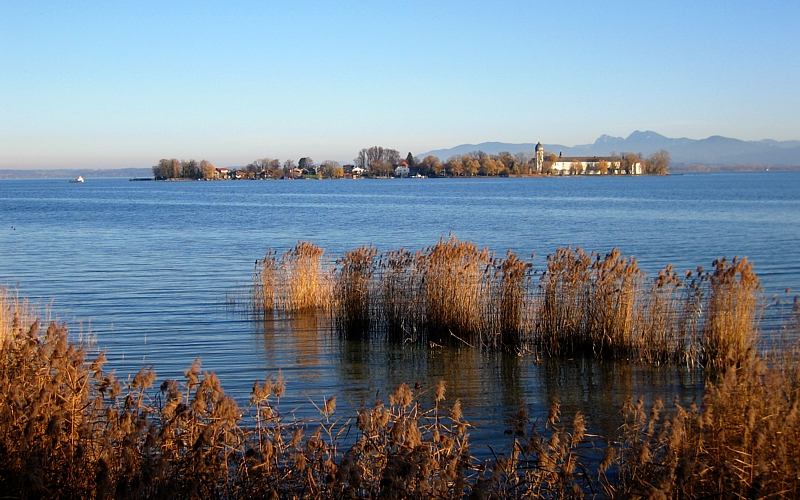
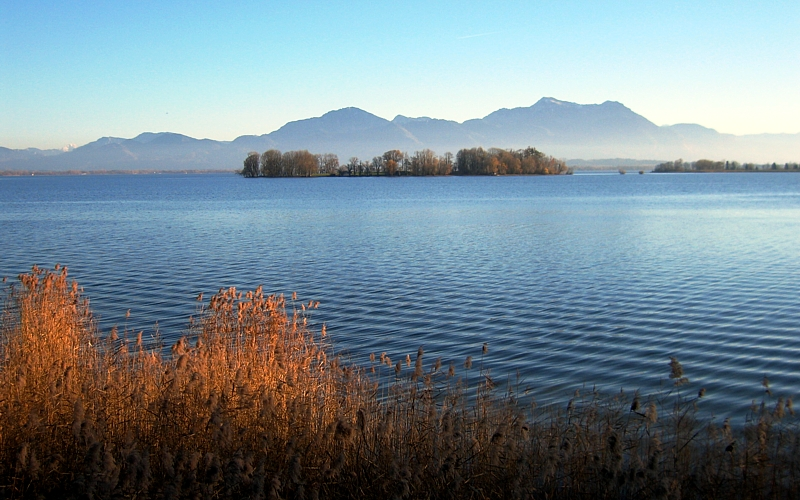
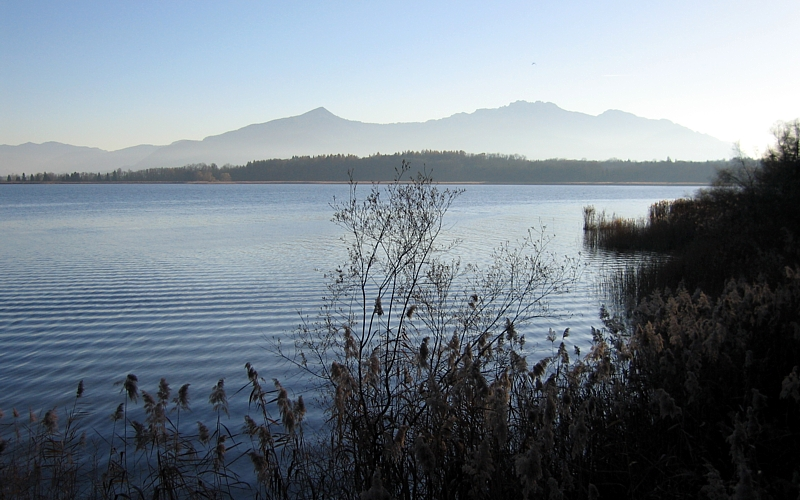
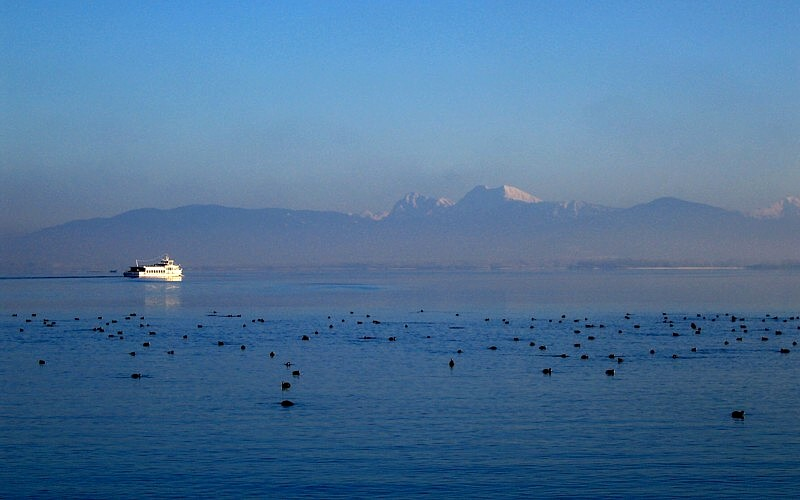
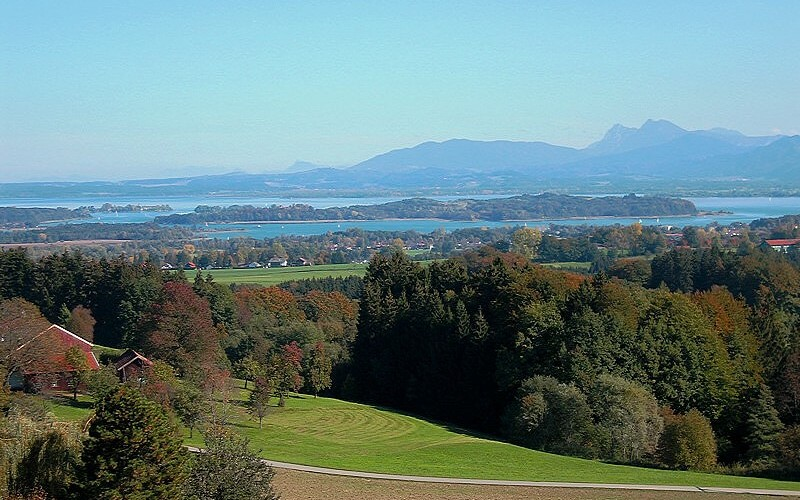
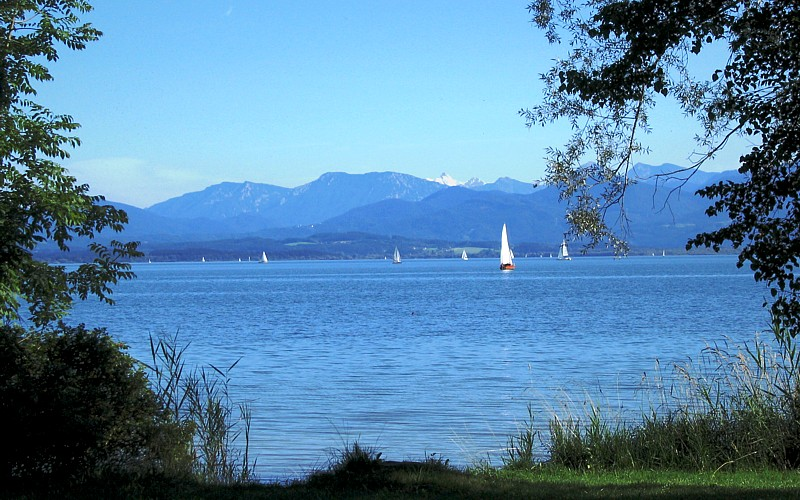
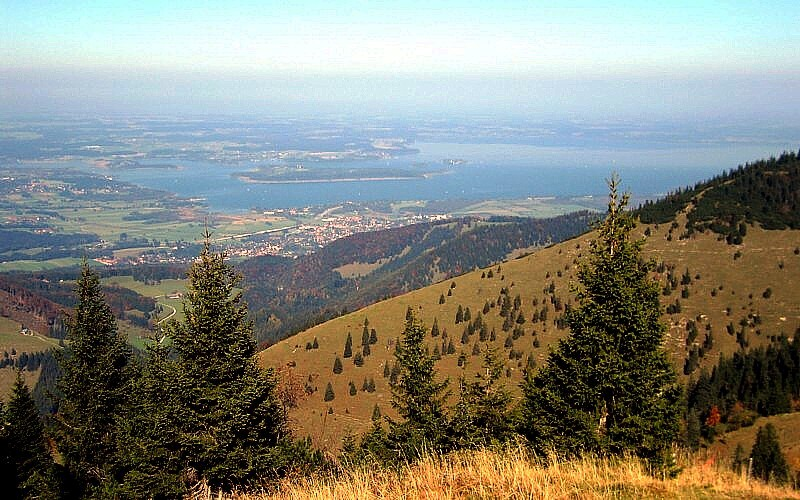